# インターテイク
有限会社インターテイクは、日本の芸能事務所、テレビ番組企画会社である。

## 所属タレント
- 山本小鉄
- 松川裕美
- 加藤えり